# 芒廷維尤 (夏威夷州)
芒廷維尤（英語：Mountain View）是位於美國夏威夷州夏威夷縣的一個人口普查指定地區。

## 地理
芒廷維尤的座標為19°32′23″N 155°08′29″W / 19.53972°N 155.14139°W，而該地最高點為海拔高度437米（即1434英尺）。

## 人口
根據2010年美國人口普查的數據，芒廷維尤的面積為144.40平方千米，均為陸地。當地共有人口3924人，而人口密度為每平方千米27人。